# ريان ميلر (لاعب كرة طائرة)
ريان ميلر (بالإنجليزية: Ryan Millar)‏ (22 يناير 1978 في الولايات المتحدة - ) هو لاعب كرة طائرة شاطئية ولاعب كرة طائرة الولايات المتحدة في مركز وسط ‏. شارك في الألعاب الأولمبية الصيفية 2000 والألعاب الأولمبية الصيفية 2008 والألعاب الأولمبية الصيفية 2004.

## وصلات خارجية
- ريان ميلر على موقع الاتحاد الأوروبي (الإنجليزية)
- ريان ميلر على موقع عالم الكرة الطائرة (الإنجليزية)
- ريان ميلر على موقع دوري الدرجة الأولى الإيطالي للكرة الطائرة - رجال (الإيطالية)
- ريان ميلر على موقع اللجنة الأولمبية الدولية (الإنجليزية)
- ريان ميلر على موقع أوليمبيديا (الإنجليزية)
- ريان ميلر على موقع اللجنة الأولمبية والبارالمبية الأمريكية (الإنجليزية)